# Monts Owl Creek
Les monts Owl Creek sont un massif montagneux des Rocheuses situé dans le Wyoming, aux États-Unis, et culminant à 3 010 mètres d'altitude. Ils constituent l'extension sud-est de la chaîne Absaroka.